# Kloster Mistassini

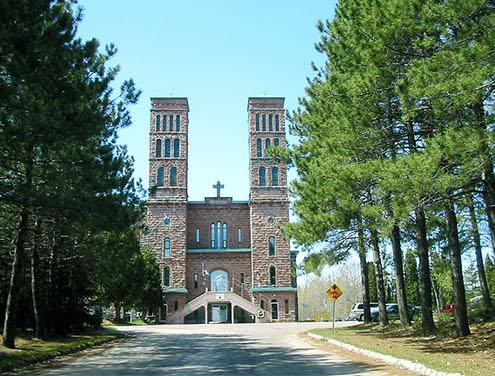
Alte Abtei Mistassini

Kloster Mistassini (lat. Abbatia Beatae Mariae de Mistassini; franz. Abbaye Cistercienne Mistassini) ist eine kanadische Abtei der Trappisten in Dolbeau-Mistassini, Québec, Bistum Chicoutimi.

## Geschichte
Kloster Oka gründete 1892 Notre-Dame de Mistassini unweit des Lac Saint-Jean. 1904 wurde das Kloster in den Rang eines Priorats erhoben, 1911 der Konventbau eingeweiht, 1942 die Kirche. Ab 1935 war Mistassini Abtei. 1966 wurde der Abt von Mistassini Immediatoberer von Kloster Calvaire. Zum Unterhalt des Klosters trug (ab 1896) eine Sägerei bei, ferner (bis heute) eine Schokoladenfabrik. 1980 zog das Kloster (fünf Kilometer entfernt) in neue Baulichkeiten um.

### Obere, Prioren und Äbte
- Louis de Gonzague Emonet (1892–1893)
- Alban Carpue (1893–1895)
- Jean de Dieu Grolleau (1895–1898)
- Cléophas Roy (dit Desjardins) (1899–1900)
- Marie Beauregard (1900–1901)
- Pacôme Gaboury (1901–1913)
- Gabriel Braud (1913–1926)
- Ubald Desranleau (1926–1929)
- François-Xavier Huet (1929–1960; erster Abt)
- Jean Vianney Laflamme (1960–1965)
- Damase Ladouceur (1965–1969)
- Armand Veilleux (1969–1976)
- Armand Belcourt (1976–1987)
- Aurèle Thibaut (1987–1999)
- Jacques Pineault (1999–2010)